# 淮滨街道 (淮南市)
淮滨街道，是中华人民共和国安徽省淮南市田家庵区下辖的一个乡镇级行政单位。

## 行政区划
淮滨街道下辖以下地区：
淮河路社区、旭日苑社区、金太阳社区和东城社区。